# (8961) Schoenobaenus
(8961) Schoenobaenus – planetoida należąca do zewnętrznej części pasa głównego planetoid okrążająca Słońce w ciągu 5 lat i 269 dni w średniej odległości 3,2 au. Została odkryta 24 września 1960 roku przez Cornelisa i Ingrid van Houtenów na płytach Palomar Schmidt wykonanych przez Toma Gehrelsa. Nazwa planetoidy pochodzi od ptaka acrocephalus schoenobaenus zwanego rokitniczką. Przed jej nadaniem planetoida nosiła oznaczenie tymczasowe (8961) 2702 P-L.